# Кентвилл
Кентвилл (англ. Kentville) — город в Новой Шотландии. Это самый населённый город в Аннаполис Велли. По данным на 2021 год количество жителей Кентвилла составило 6630 человек. Население переписной агломерации достигло 26 929 человек. Хотя город находится в пределах исторического округа Кингс, он не является частью муниципалитета графства Кингс. 

## История
Город Кентвилл расположен в 110 км к северо-западу от Галифакса, на реке Корнуоллис, которая ниже по течению от Кентвилла становится большой приливной рекой в районе входа в залив Фанди. Близ Кентвилла находился удобный брод. Речной переход (годы спустя и мост) в Кентвилле сделали этот место важной точкой для других поселений в долине Аннаполис.
К XVIII веку этот район был заселен акадийцами, которые построили вдоль реки множество дамб, чтобы не допустить наводнений заливом Фанди своих сельскохозяйственных угодий. Эти дамбы защищали плодородные луга, которыми известна долина Аннаполис. Акадийцы были изгнаны с этих мест района залива Фанди в 1755 году британскими властями, потому что они не присягали на верность британскому королю. Затем этот район был заселен колонистами из Новой Англии. Освоение региона ускорилось после начала Американской революции, когда сюда прибыло значительное количество британских лоялистов.
Первоначально город был известен как Horton’s Corner, но в 1826 году получил своё нынешнее название «Кентвилл» в честь принца Эдуарда Августа, герцога Кентского, который проживал в Новой Шотландии с 1794-го по 1800-й годы. Поселение в те времена уступало более крупным городкам долины с лучшими гаванями, такими как Каннинг и Вулфвилл. Тем не менее расположение Кентвилла на транспортном перекрестке привлекло первых торговцев, открывших здесь несколько магазинов, а также несколько постоялых дворов. Небольшие шхуны могли грузиться здесь на реке Корнуоллис, что также повышало привлекательность Кентвилла.
Когда Виндзорская и Аннаполисская железная дорога (позже ставшая Атлантической железной дорогой Доминиона) открыла свою штаб-квартиру в Кентвилле в 1868 году и начала поставлять яблоки из долины Аннаполис на британские рынки, город начал ускоренно развиваться. Железная дорога не только нанимала большое количество людей (до трети населения города), но и привлекла сюда другие отрасли промышленности. В Кентвилле появились мельницы, молокозаводы, крупный литейный и вагоностроительный заводы, которые также работали для автомобильной промышленности. Ветка Атлантической железной дороги Доминиона — железная дорога Корнуоллис-Вэлли — была построена к северу от Каннинга и Кингспорта в 1889 году, что способствовало дальнейшему развитию яблочной промышленности и созданию пригородной линии для рабочих, покупателей и школьников, по которым можно было добраться до Кентвилла и обратно. Развитая железная дорога также стимулировала строительство региональной больницы, санатория Кентвилла, центра сельскохозяйственных исследований и армейской тренировочной базы в Кэмп-Алдершоте.
Город в XX веке стал крупным туристическим центром. Путешественников обслуживала построенная в центре Кентвилла у железной дороги гостиница «Cornwallis Inn». Город получил дополнительное экономическое развитие во время Первой и Второй мировых войн из-за интенсивного железнодорожного трафика военного времени по «Атлантической железной дороги Доминиона» и доставке тысяч солдат для обучения в Кэмп-Алдершот.
Многие горожане сражались за границей в Западном полку Новой Шотландии, в котором служило много местных уроженцев, а также в других родах войск Канады.

Тральщик Королевского военно-морского флота Канады HMCS Kentville был назван в честь города, моряки из его экипажа часто бывали в отпуске в Кентвилле.

### Послевоенный период
Кентвилл столкнулся с серьёзными экономическими проблемами после Второй мировой войны. Доминирующая яблочная промышленность прошла через сильный спад из-за потери британского экспортного рынка. Близлежащая военная тренировочная база в Кэмп-Алдершоте была значительно сокращена, а основной работодатель города, Атлантическая железная дорога Доминиона, также пострадала из-за краха яблочной промышленности и роста автодорожных перевозок.
Дальнейший спад последовал в 1970-х годах, когда город утерял своё значение как центр розничной торговли в округе, из-за появления торговых центров, и крупных магазинов в соседнем Нью-Минасе. Из города также ушли в соседний университетский городок Вулфвилл многие рестораны, премиальные магазины и учреждения культуры. Железнодорожные пассажирские перевозки прекратились в 1990 году. Грузовые ж/д перевозки прекратились в октябре 1993 года, поэтому привокзальные магазины Кентвилла также переместились в Уинсор.
В послевоенный период Кентвилл утерял многие исторические здания и является единственным городом в Новой Шотландии, где нет значимых памятников культурного наследия. Большая железнодорожная станция, одно из самых ценных исторических зданий в Канаде, была снесена в 1990 году. В июле 2007 года было разрушено последнее железнодорожное сооружение в городе — веерное депо Атлантической железной дороги Доминиона, несмотря на протесты всей провинции. Фонд наследия Канады внёс снос этого здания в список «Худших потерь 2008 года» (англ. Heritage Canada Foundation’s «2008 Worst Losses list»).

## Климат
Для Кентвилла характерен влажный континентальный климат (по классификации Кёппена) с дождливой и снежной холодной зимой и теплым влажным летом. Самая высокая температура в Кентвилл достигала
37,8 °C 12 августа 1944 года. Самая низкая зарегистрированная температура была −31,1 °C 1 февраля 1920 года.
| Показатель                                     | Янв. | Фев. | Март | Апр. | Май  | Июнь | Июль | Авг. | Сен. | Окт. | Нояб. | Дек. | Год   |
| ---------------------------------------------- | ---- | ---- | ---- | ---- | ---- | ---- | ---- | ---- | ---- | ---- | ----- | ---- | ----- |
| Средний суточный максимум, °C                  | −1,2 | −0,4 | 3,5  | 9,7  | 16,5 | 21,8 | 25,2 | 24,7 | 20,2 | 13,7 | 7,9   | 2,1  | 12,0  |
| Средний суточный минимум, °C                   | −9,4 | −8,9 | −5   | 0,6  | 5,7  | 10,7 | 14,2 | 13,9 | 10,2 | 4,9  | 0,7   | −5,2 | 2,7   |
| Норма осадков, мм                              | 50,8 | 46,3 | 67,1 | 73,8 | 97,3 | 81,6 | 84,0 | 76,7 | 84,4 | 89,0 | 108,9 | 70,9 | 930,8 |
| Источник: Министерство окружающей среды Канады |      |      |      |      |      |      |      |      |      |      |       |      |       |

## Демография
По данным переписи населения 2021 года, проведенной статистической службы Канады, в Кентвилле насчитывалось 6630 человек, проживающих в 2956 частных домах, на 5,7 % больше, чем в 2016 году, когда его население было 6271 человек. При площади 17,08 км² плотность населения в 2021 году составила 388,2 человека на км².

## Экономика
В начале XX-го века Кентвилл превратился в деловой центр округа Кингс и, несмотря на снижение деловой активности и торговли, сместившейся в другие общины долины, он остается бизнес-центром долины Аннаполис. В Кентвилле работают юристы, врачи, функционируют инвестиционные фирмы. На окраине города находится «Региональная больница долины», построенная в 1991 году. В городе также действует «Региональный промышленный парк долины Аннаполис» (англ. Annapolis Valley Regional Industrial Park).
Сельское хозяйство, особенно специализирующееся на выращивании фруктовых культур, таких как яблоки, остается важной отраслью в районе Кентвилла и во всей восточной части долины. В Кентвилле находится Центр сельскохозяйственных исследований, один из крупнейших в Новой Шотландии, основанный в 1911 году. В нём работают более 200 человек.
Кентвилл, через реку Корнуоллис, соседствует с тренировочной военной базой Алдершот, основанной в 1904 году. Во время Второй мировой войны в лагере находилось до 7000 солдат. Уроженец Кентвилла Дональд Рипли написал книгу о службе в Алдершоте и жизни города, под названием «On The Home Front». Сегодня лагерь функционирует как тренировочный центр канадского армейского резерва и является дислокацией Западного полка Новой Шотландии.

## Города-побратимы
- Кэмроуз[англ.], Альберта, Канада[21][22]
- Кастель-ди-Сангро, Абруцци, Италия[23]

## Галерея

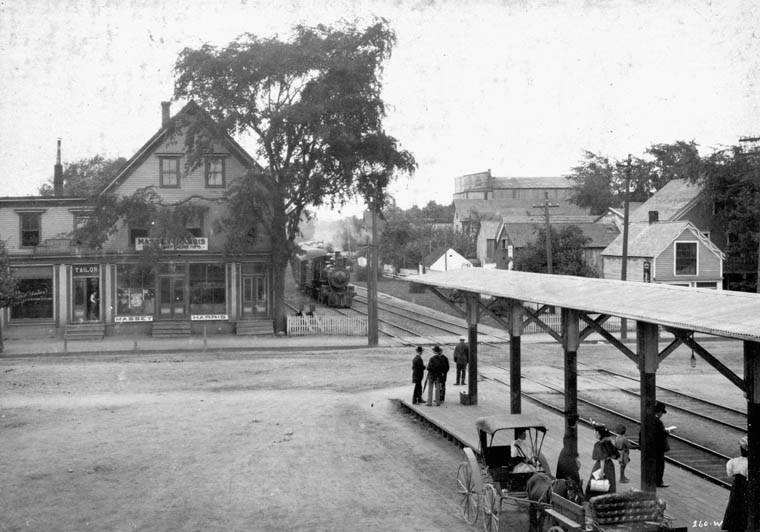
Платформа ж/д вокзала Кентвилла, 1910 год
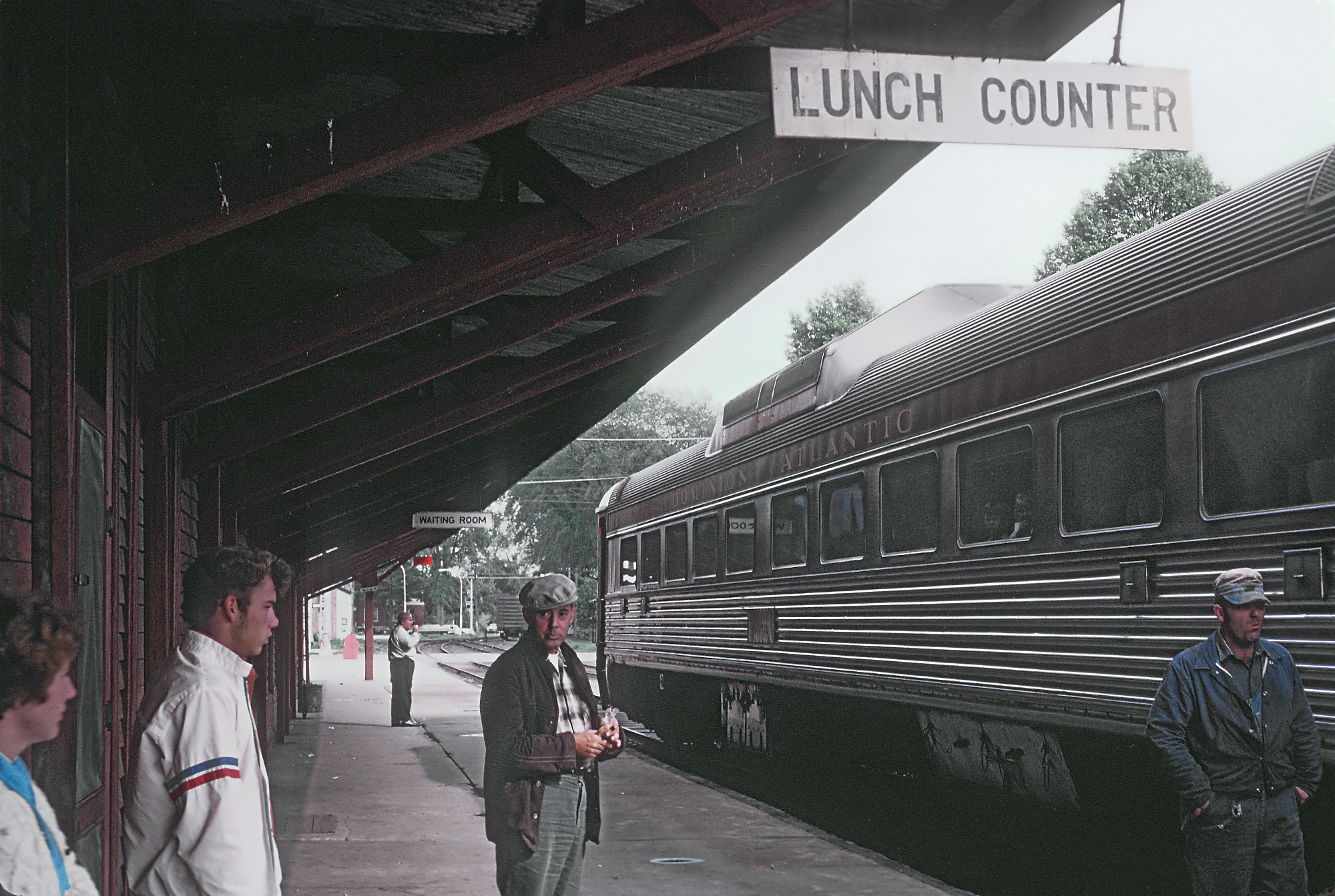
ж/д станция Кентвилла, сентябрь 1970 года
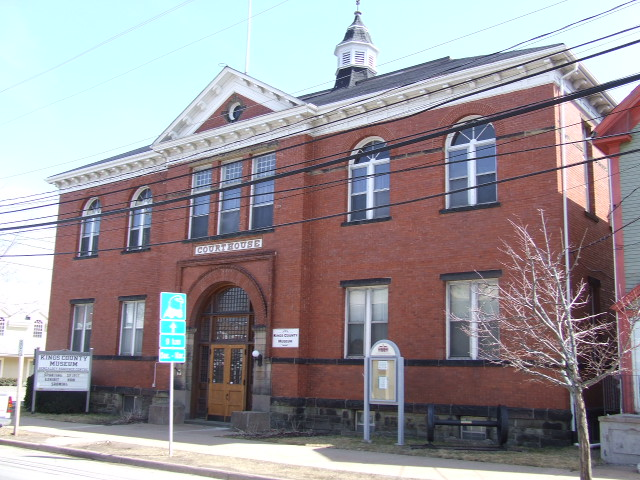
Музей округа Кингс
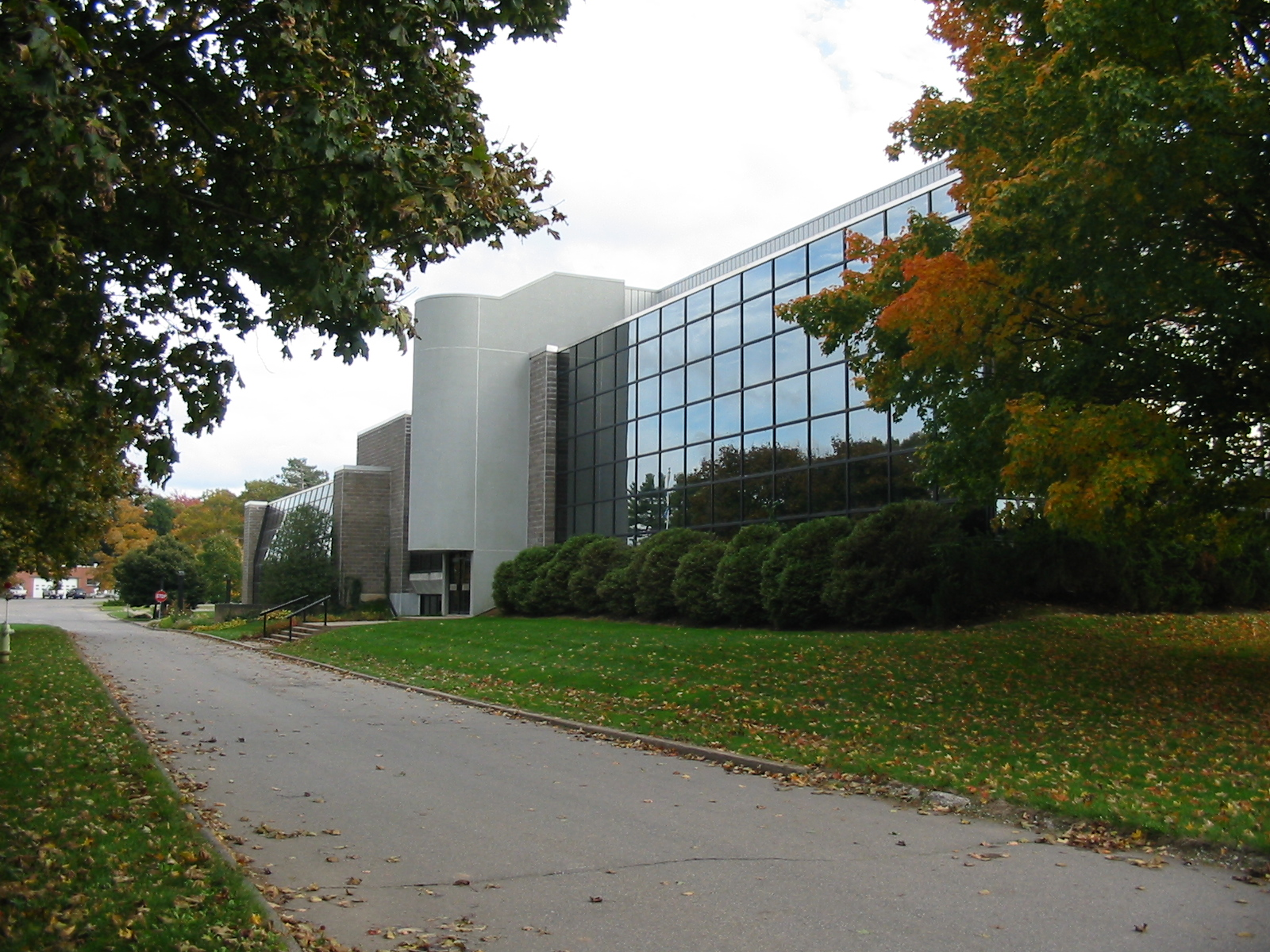
Кентвиллский центр сельскохозяйственных исследований[англ.]
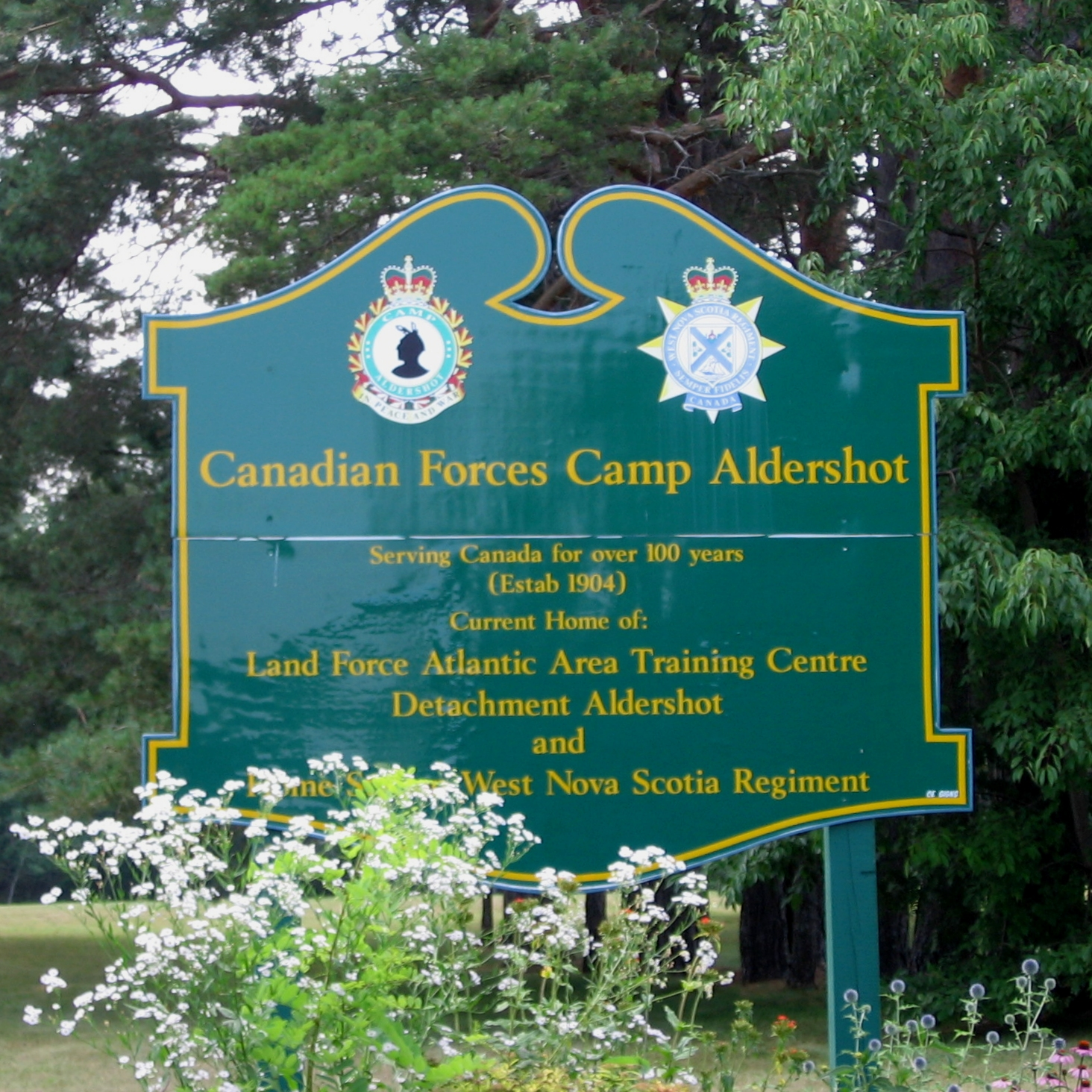
Знак у входа в Армейскую тренировочную базу «Кэмп-Алдершот»[англ.]
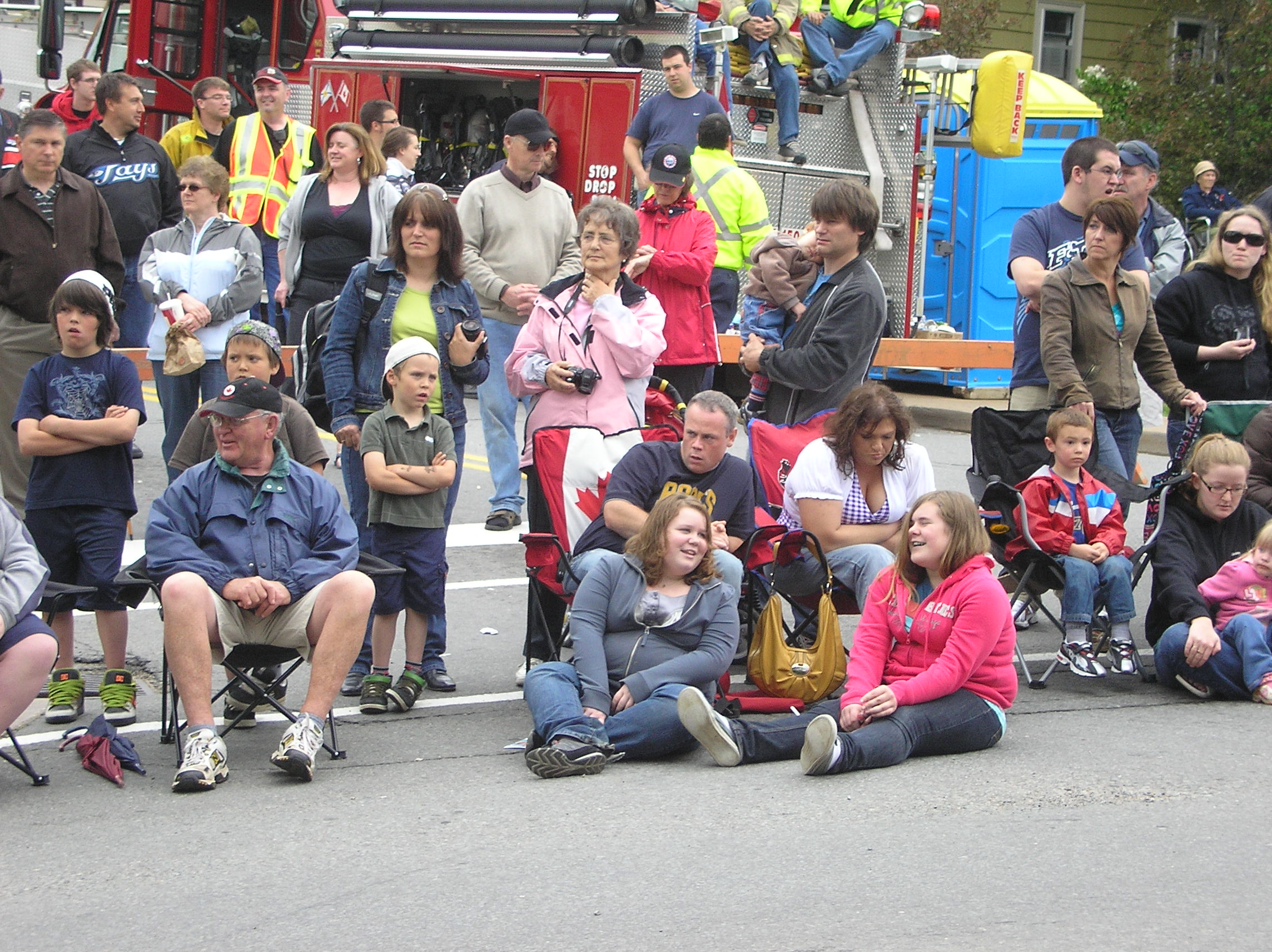
Горожане на «Фестивале цветущих яблонь[англ.]», парад на Гранд-стрит Кентвилла, 2009 год
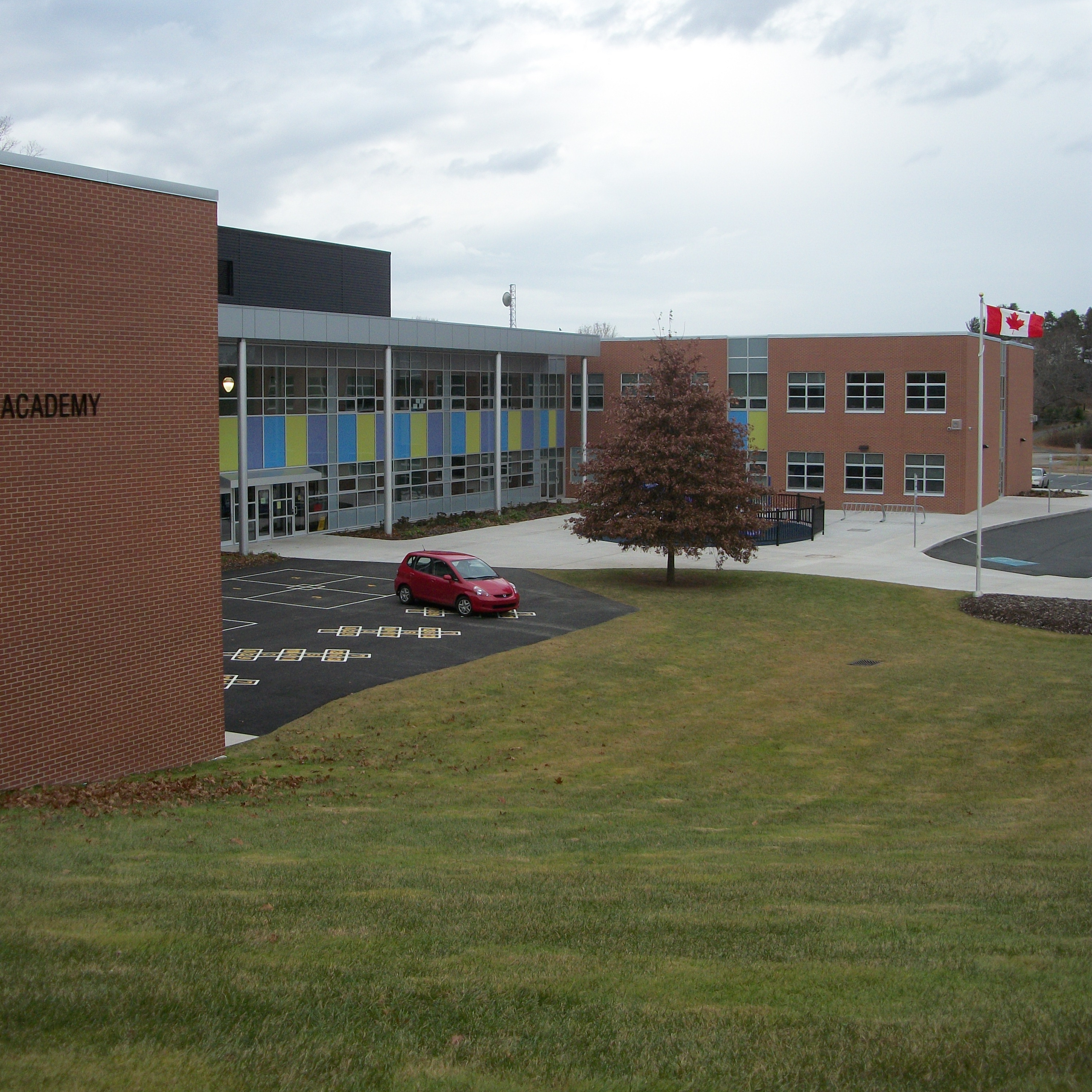
Школа
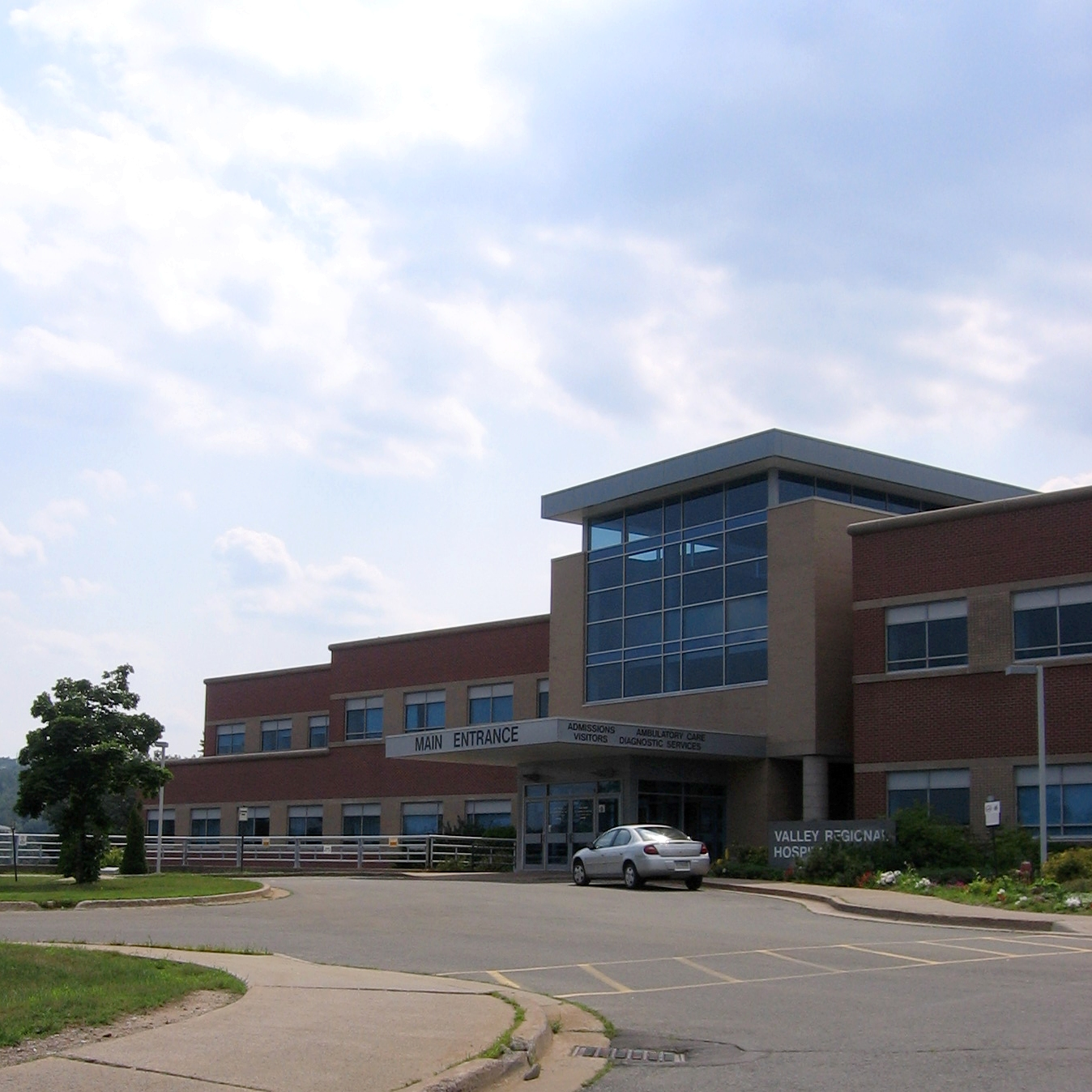
Региональная больница долины